# Beer, Devon
Beer är en ort och civil parish i Storbritannien.   Den ligger i grevskapet Devon och riksdelen England, i den södra delen av landet, 230 km väster om huvudstaden London. Beer ligger 49 meter över havet och antalet invånare är 1 381.
Terrängen runt Beer är platt åt nordväst, men norrut är den kuperad. Havet är nära Beer åt sydost.  Närmaste större samhälle är Seaton, 2,2 km öster om Beer. 